# Alexander Rogers
Pour les articles homonymes, voir Rogers.
Alexander Rogers (1842-1933) est un marchand et un homme politique canadien du Nouveau-Brunswick.

## Biographie
Alexander Rogers est né le 12 février 1842 à Hopewell Hill, au Nouveau-Brunswick. Il suit des études à l'Université Mount Allison et devient marchand.
Il se lance en politique et est élu député provincial du Comté d'Albert à l'Assemblée législative du Nouveau-Brunswick de 1875 à 1878, puis député libéral de la circonscription d'Albert le 17 septembre 1878. Il est en revanche battu aux élections suivantes de 1882, 1883 et 1887.
Rogers est mort le 2 juillet 1933.